# 巴尔茨海姆
巴尔茨海姆是德国巴登-符腾堡州的一个市镇。总面积17.58平方公里，总人口2001人，其中男性1048人，女性953人（2011年12月31日），人口密度114人/平方公里。